# フランソワ・ド・シャレット

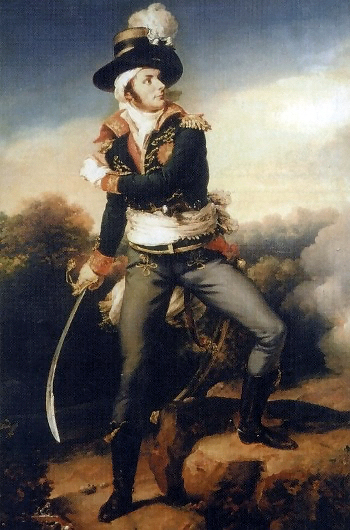
ヴァンデ反乱時のシャレット
(画)ポーラン・ゲラン

貴族特有の長い名前を略し、フランソワ・ド・シャレットとも呼ばれる。 

## 生涯

### 生い立ち
シャレットは1763年5月2日、アンスニ近郊の町クフェに貴族の子として生まれた。成長すると海軍に入隊し、アメリカ独立戦争の際は、トゥーサン＝ギョーム・ピケ・ド・ラ・モット（en:Toussaint-Guillaume Picquet de la Motte）の下で従軍し、中尉にまで昇進する。1789年に革命が勃発すると海軍を除隊し、1792年にコブレンツに亡命した。この亡命は、王党派貴族がとった行動としては一般的なものであったが、彼はこの後すぐにフランス国内の所有地に戻った。
8月10日事件の際は、テュイルリー宮殿で民衆の攻撃からルイ16世・マリー・アントワネットら国王一家を守るなど、革命の趨勢に関らず最後まで国王擁護派の立場をとった数少ない人物の一人となる。その後、革命の過激化に伴い、王党派に対する風当たりが強くなるとアンジェで捕らわれてしまうが、デュムーリエによって解放される。

### 反乱への参加と離別

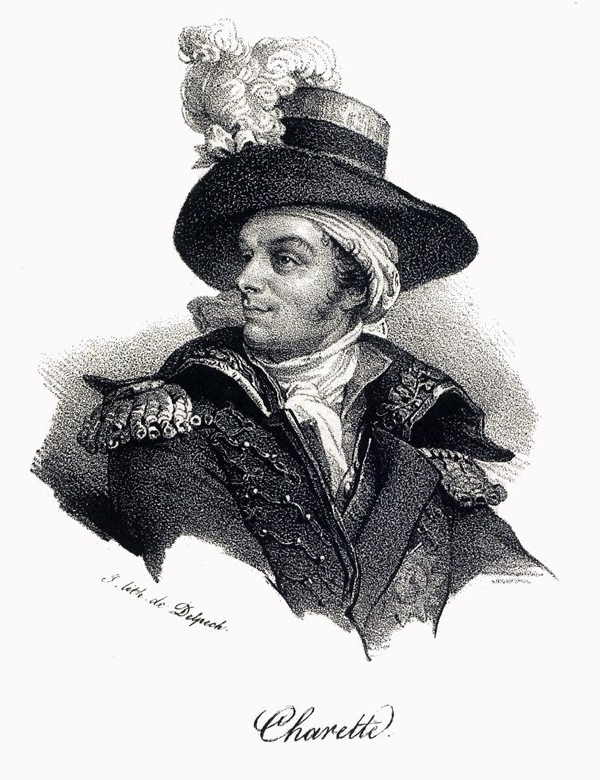
フランソワ・ド・シャレットの肖像
(画)フランソワ＝セラフィン・デルペシュ

1793年、地方農民の徴兵やカトリックの禁止を押し付ける革命政府に対して、ヴァンデの反乱が勃発する。地方で戦闘に加わった農民達は、シャレットにその地域のリーダーとなるように頼み、彼もそれに従った。ヴァンデの反乱は、農民の反乱であると同時に、パリ（中央の革命政府）で勢力を失いつつあった王党派の反乱でもあり、彼にとってもこの戦闘に参加する意義は存在したからである。シャレットと彼に従った農民達は、反乱の最高指導者に選ばれたジャック・カトリノーに加わって、カトリック王党軍と名を変えた反乱軍のほとんどの戦闘や闘争において、共和国軍と戦った。
しかし、ナントの攻撃に失敗し、最高司令官のカトリノーが戦死すると、状況は悪化した。さらに、新たに最高司令官に選ばれたルイ・ド・エルベによる人事の刷新が行われると、シャレットは幹部の位には留まったものの、下級の位である“将軍補佐”の役に就けられてしまう。これを不服とした彼は、同様に新人事に不満を持つ士官・ジョリ、カトリニールや自分の部下を率いて下ヴァンデ軍を独自に創設。この軍のリーダーとなり、カトリック王党軍とは袂を別った。

### 独自の軍事行動
シャレットの指揮する下ヴァンデ軍は、ゲリラ戦術を駆使し、巧みに共和国軍を翻弄した。苦戦続きの反乱軍においては、共和国軍のキャンプを占領するという快挙にも成功するが、やがて物資が尽きると、ニコラ・アクソーの軍によって決定的な痛手を受けた。
1794年には、ヴァンデの反乱鎮圧のためルイ＝ラザール・オッシュが共和国軍司令官として赴任する。彼は、捕虜の農民兵との面談から、農民が反乱を起こした目的は宗教的自由と徴兵制反対のためであり、条件次第では農民達が王党派の反乱から離脱するだろうということを発見した。これに伴い、1795年2月17日、シャレットの元にも講和の使者が訪れる。彼は国民公会から派遣された特使と、信仰の自由・地方農民の徴兵からの除外を含んだ講和条約に署名した。

### 反乱の終結と処刑

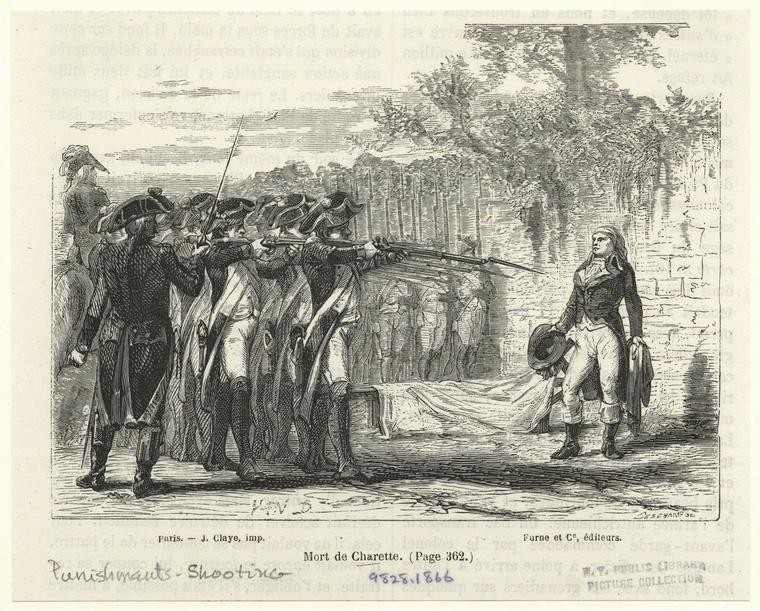
シャレットの処刑

しかし、シャレットは後にその協定を破棄し、イギリスの援助と共にエミグレ（亡命貴族）の軍事行動を助けるために再蜂起した。王党派の首領であるアルトワ伯（後のシャルル10世）は、シャレットを中将の位に就けたが、彼は王党軍を率いることを断り、さらには自由主義のオルレアニスト達に加わるのも拒否した。
シャレットは、その後も部下と共にゲリラ戦を続けたが、攻勢に転じたオッシュ将軍率いる正規軍の執拗な追撃を受けた。今や、ヴァンデの反乱以降蜂起した反乱軍は各地で破れ、最後まで抵抗していたのは彼の軍だけとなってしまったのである。負傷したシャレットは1796年5月にとらえられ、26日、ナントで銃殺刑に処せられた。